# Doyle (Tennessee)
Doyle è un comune degli Stati Uniti d'America, situato nello Stato del Tennessee, nella Contea di White.